# Überschlagschutzsystem
Das Überschlagschutzsystem ist ein aktives Sicherheitssystem für Cabriolets und Roadster.
Bei Fahrzeugen mit ausklappbarem Überrollbügel oder ausfahrbaren hinteren Kopfstützen lässt ein elektronisches Auslösegerät (Überrollsensor) die Überroll-Schutzeinrichtungen bei Fahrzeugüberschlägen ausfahren, wobei ein starker Elektromagnet eine vorgespannte Feder entriegelt. Da ein Überschlag in jeder Richtung in der Horizontalen erfolgen kann, muss der Überrollsensor in jeder Richtung reagieren.

## Auslösung
Der Überrollsensor erkennt einen Fahrzeugüberschlag aufgrund von Fahrzeugbeschleunigung, Fahrzeugneigung und Hinterradausfederung oder Abheben des Fahrzeuggrundes.
Die Beschleunigung wird durch einen Beschleunigungssensor in Fahrzeuglängs- und in Fahrzeugquerrichtung für alle Richtungen erfasst. Ein Mikrocomputer quadriert und addiert die Sensorsignale und vergleicht die resultierende Beschleunigung mit der programmierten Auslöseschwelle von ca. 5 G. Ein Neigungsschalter wertet die Fahrzeugneigung als zweites Auslösekriterium aus. Sobald die Neigung 27° erreicht oder überschreitet, und mindestens einer der beiden Hinterachsschalter als Signal für ein ausgefedertes Hinterrad geöffnet hat, erfolgt ebenfalls die Auslösung des Überrollbügels. Der Mikrocomputer und ein analoger Hardwarepfad werten die zweite Auslösebedingung redundant aus, um die Funktionssicherheit zu erhöhen.

## Weitere Funktionen
Neben den Auslösefunktionen führt der Überrollsensor eine Eigendiagnose durch, die die externen Aktoren, den Hinterachsschalter, die Bordnetzspannung und die Warnlampe überprüft. Er besitzt einen nichtflüchtigen Fehlerspeicher, eine Fehleruhr und eine serielle Diagnoseschnittstelle. Im Auslösefall wird die Zentralverriegelung geöffnet. Andere Überroll- oder Umstürzdetektionskonzepte (BMW/Te-mic) verwenden gegen die Fahrzeugachsen geneigte Libellensensoren (Wasserwaagenprinzip) zur Winkelbestimmung (Wankwinkel > 52°, Nickwinkel > 72°) oder einen Gravitationssensor, der bei Verlust des Bodenkontaktes zur Überschlagserkennung einen Reedkontakt federunterstützt schließt.

## Ausblick
Mit zunehmendem Ausrüstungsgrad der Kfz mit Airbags (Standard in Europa bis zur Jahrtausendwende) wird die Qualität der Sensortechnik und der Auslösemechanismen sowie die Zahl der Schutzfunktionen weiter steigen:
- „smart bag“ (Anpassung der Auslöse- und Aufblasgeschwindigkeit des Airbag an Insassenposition, Unfallart, Gurtbenutzung, Temperatur usw.),

- Integration der Frontal-, Seitenaufprall- und Überschlagserkennung in ein zentrales Kombigerät, das alle Schutzeinrichtungen aktiviert, Beifahrer- und Kindersitzbelegung erkennt und untypische Fahrzeuglagen ermittelt,

- Vernetzung des Multifunktionsgerätes über einen Bus mit Triebstrang-Elektronikgeräten (z. B. Abschalten der Kraftstoffpumpe nach einem Crash) und

- Vernetzung mit ABS/ASR- und Dash-board-Displaysystemen zur eindeutigen Fahrerinformation über Art und Lage des Fehlers.

## Quelle
- Robert Bosch GmbH, Kraftfahrtechnisches Taschenbuch, 22. Auflage, Seite 757